# Choerolophodon
Choerolophodon — вимерлий рід хоботних, що існував у міоцені на території Євразії і Африки.

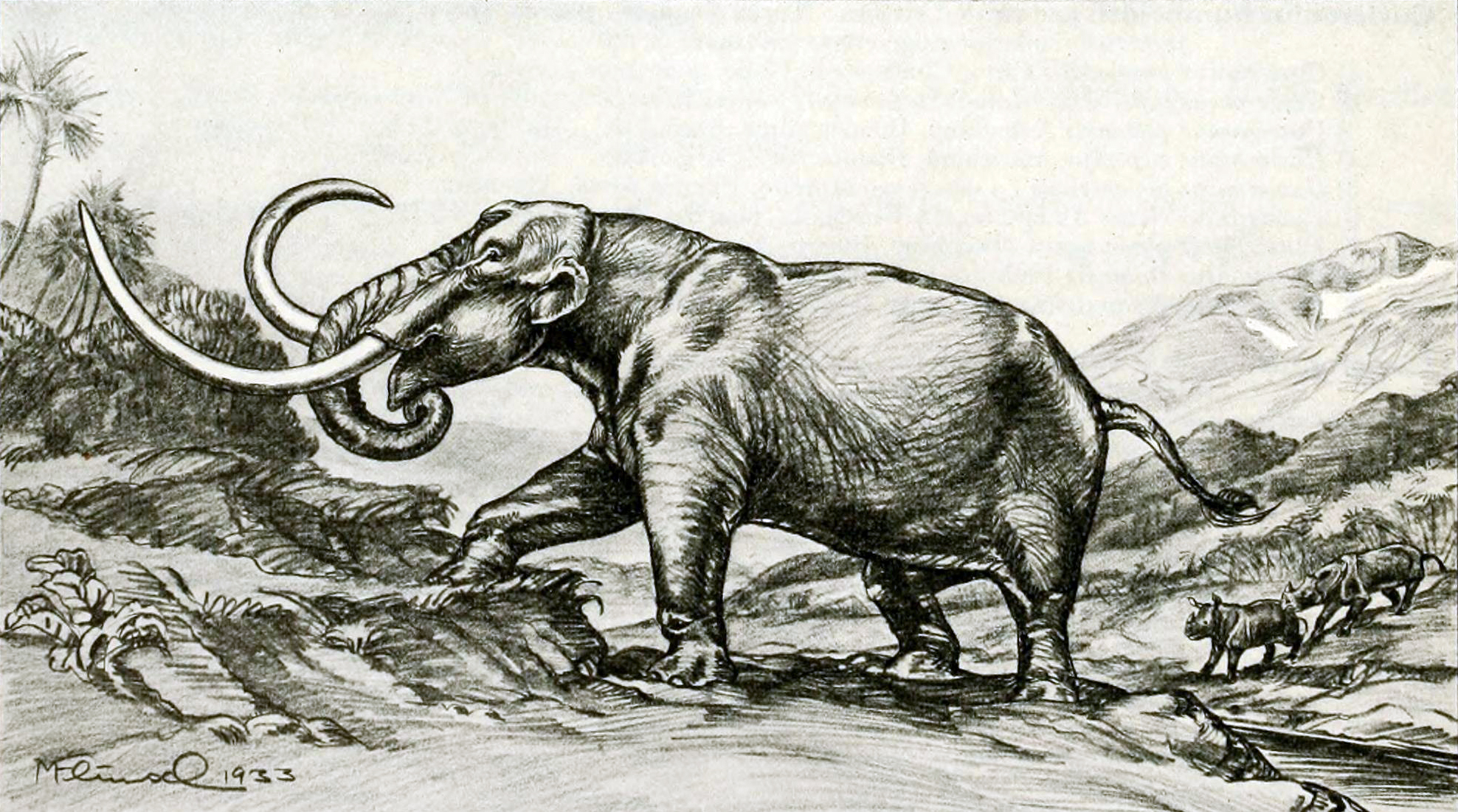
Реконструкція

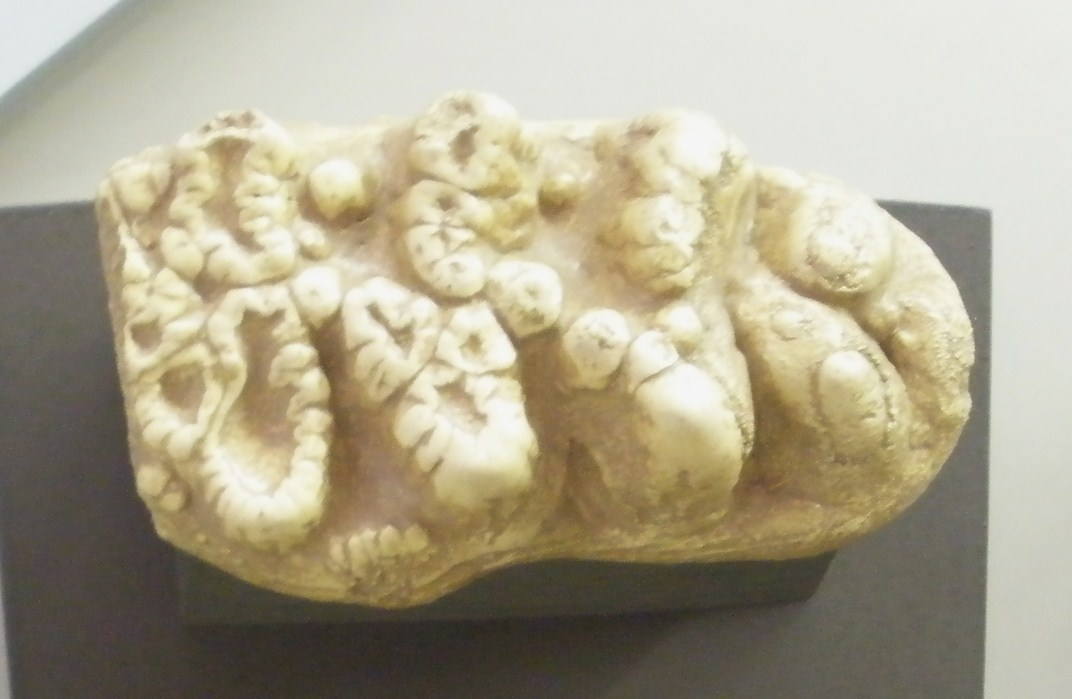
Моляр

## Таксономія
В межах роду Choerolophodon виділяють декілька видів: C. pentelicus, C. anatolicus і C. chioticus з Південно-Східної Європи (Греція, Болгарія) і Близького Сходу, C. palaeindicus і C. corgatus з індійського субконтиненту, C. guangheensis з Китаю і C. ngorora і C. zaltaniensis з Африки. 